# Al Faber
Al Faber (22 ottobre 1951) è un ex cestista olandese.

## Carriera
Con i Paesi Bassi ha disputato tre edizioni dei Campionati europei (1977, 1979, 1983).